# 高錦瑋
高錦瑋（2000年10月23日—）為臺灣男子籃球運動員，場上位置為控球后卫，現效力於台灣職業籃球大聯盟桃園台啤永豐雲豹。

## 早年
高錦瑋是太魯閣族人，就讀幼稚園時就接觸了籃球，在天主教善牧基金會花蓮兒童之家長大，從小學三年級到國中接受了善牧基金會的資助，就讀自強國中三年級時和林彥廷為球隊奪下104學年度國中籃球聯賽冠軍，之後一同進入能仁家商，高三時助隊以17戰全勝抱走107學年度高中籃球聯賽冠軍金盃，個人收下助攻王殊榮，大學進入健行科技大學，大一就隨隊拿下大專籃球聯賽冠軍，升上四年級擔任球隊隊長。

## 職業生涯
2023年7月14日，高錦瑋在T1聯盟新人選秀會第一輪第二順位獲得台啤雲豹青睞。7月20日，高錦瑋與台啤雲豹完成簽約。2023-24賽季獲選年度第一隊與年度最佳新人。
2024年8月12日，中國男子籃球聯賽安徽文一宣布簽下高錦瑋。12月高錦瑋繳出場均21.1分、5.9助攻、4.6籃板、2.3抄截的表現，在2025年1月7日獲選TPBL2024-25賽季12月MVP。1、2月高錦瑋繳出場均17分、7.8助攻、5.8籃板、2抄截的表現，在3月7日獲選TPBL2024-25賽季1、2月MVP。2024-25賽季高錦瑋以場均6.4助攻的表現拿下助攻王，並獲選年度人氣球星、年度防守第一隊與年度第一隊，更於G55的表現獲選年度阻攻。
2025年6月25日，桃園台啤永豐雲豹宣布與高錦瑋續約七年，兩年後可行使旅外條款。

## 國家隊生涯
2018年高錦瑋入選U18亞青男籃賽中華臺北代表隊，2022年夏天入選中華培訓隊參加跨聯盟籃球邀請賽。2023年6月入選2021年世大運男籃賽中華臺北代表隊。
2025年7月31日，高錦瑋入選中華男籃參加2025年亞洲盃籃球賽。

## 職業生涯數據

### T1 例行賽數據統計
| Season  | Team         | GP | MPG   | FG%   | 3P%   | FT%   | RPG | APG | SPG | BPG | PPG  |
| ------- | ------------ | -- | ----- | ----- | ----- | ----- | --- | --- | --- | --- | ---- |
| 2023-24 | 台啤永豐雲豹 | 28 | 35.15 | 42.1% | 37.8% | 81.1% | 3.5 | 4.9 | 1.4 | 0.1 | 14.3 |

### TPBL 例行賽數據統計
| Season  | Team         | GP | MPG   | FG%   | 3P%   | FT%   | RPG | APG | SPG | BPG | PPG  |
| ------- | ------------ | -- | ----- | ----- | ----- | ----- | --- | --- | --- | --- | ---- |
| 2024-25 | 台啤永豐雲豹 | 35 | 40.01 | 40.6% | 37.8% | 78.6% | 5.0 | 6.4 | 1.5 | 0.1 | 16.7 |

數據來源：

## 外部連結
- 高錦瑋的Instagram帳戶
- 高錦瑋在fiba.basketball（英语）
- 高錦瑋在fiba.basketball（英语）
- 高錦瑋在台灣職業籃球大聯盟官網
- 高錦瑋在Eurobasket.com（球員）（英语）
- 高錦瑋在Proballers（英语）
- 高錦瑋在RealGM（球員）（英语）
- 高錦瑋在Flashscore（英语）